# Trimerotropis latifasciata

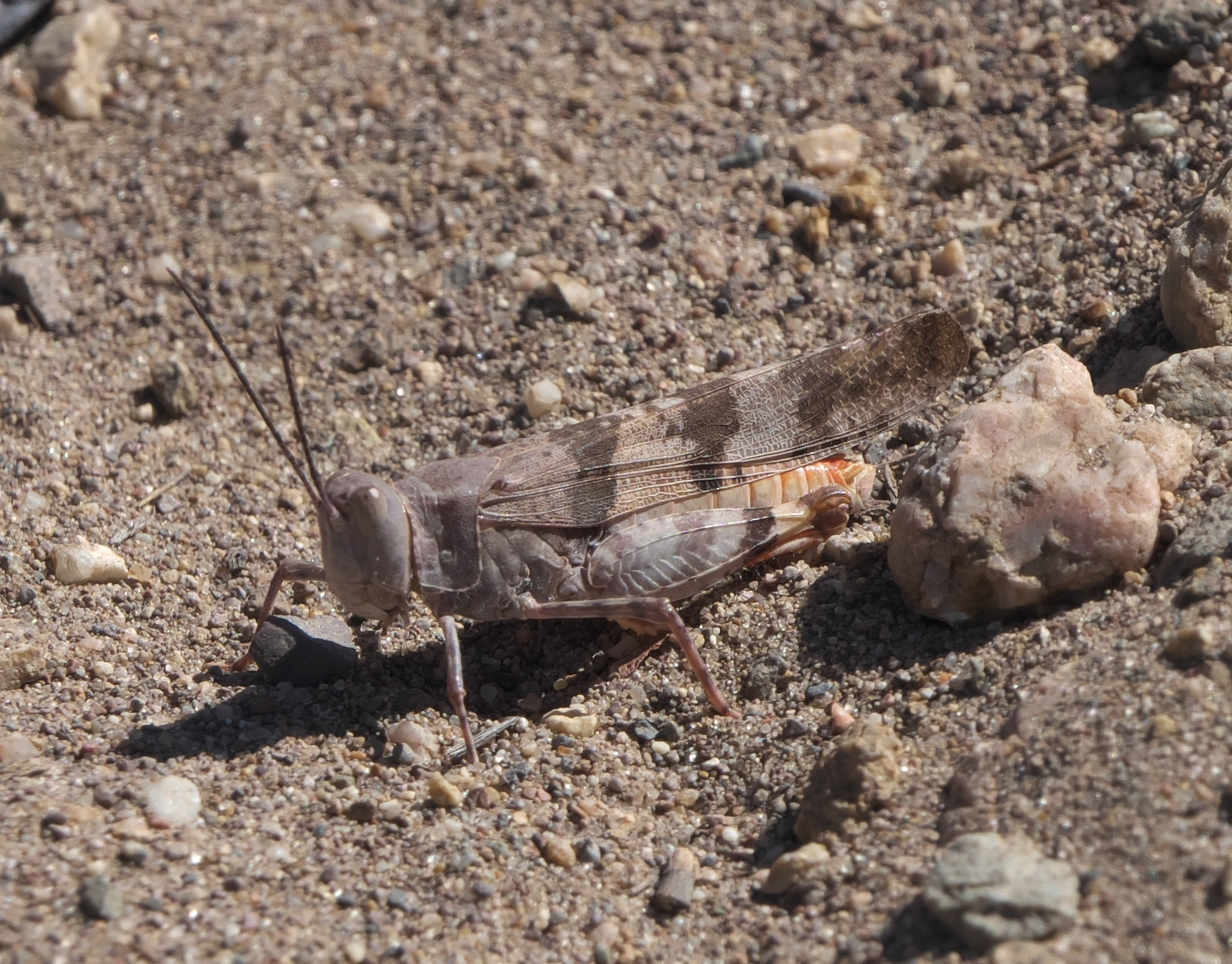
Fotografía del Trimerotropis latifasciata, tomada en el Parque Nacional Great Sand Dunes, Estados Unidos.

Trimerotropis latifasciata es una especie de saltamontes perteneciente a la familia Acrididae. Se encuentra en Norteamérica y Centroamérica.